# میشل سدو
میشل سِـدو (فرانسوی: Michel Seydoux‎؛ زادهٔ ۱۱ سپتامبر ۱۹۴۷) تهیه‌کننده فیلم اهل فرانسه است. وی در ضمن، رئیس باشگاه فوتبال لیل است.
از فیلم‌ها یا مجموعه‌های تلویزیونی که وی در آن‌ها نقش داشته‌است، می‌توان به دون ژوان، سیرانو دو برژراک، نزدیک بهشت، آفتاب‌سوخته، آرایشگر سیبری، رقص واقعیت و طعم شگفتی‌ها اشاره نمود.